# Beringstedt
Beringstedt (niederdeutsch: Bernste) ist eine Gemeinde im Kreis Rendsburg-Eckernförde in Schleswig-Holstein.

## Geografie

### Geografische Lage
Das Gemeindegebiet von Beringstedt liegt etwa 30 km westlich von Neumünster und etwa 30 km östlich von Heide am westlichen Ufer der Haaler Au am Übergang der Naturräume Heide-Itzehoer Geest (Haupteinheit Nr. 693) und Eider-Treene-Niederung (Nr. 692).

### Gemeindegliederung
Die Gemeinde Beringstedt lässt sich siedlungsgeografisch in mehrere Wohnplätze gliedern. Das im Rahmen der Volkszählung in der Bundesrepublik Deutschland 1987 aufgestellte Verzeichnis der Siedlungen listet neben dem namenstiftenden Dorf auch die Wohnplätze Ostermühlen, eine Häusergruppe, sowie die Hofsiedlungen Fohr, Grotenknöll und Osterhof, außerdem die Haussiedlungen Pfennigkrug und Waldschlößchen auf.

### Nachbargemeinden
Unmittelbar benachbarte Gemeindegebiete sind:
|                        |                                             |                         |
| Lütjenwestedt, Seefeld | Kompassrose, die auf Nachbargemeinden zeigt | Todenbüttel, Osterstedt |
|                        | Puls                                        |                         |

### Naturschutz
Teile des NATURA 2000-Gebietes FFH-Gebiet Haaler Au und des europäischen Vogelschutzgebietes Haaler Au liegen im Gemeindegebiet.

## Geschichte
Geologische Funde belegen, dass das Gemeindegebiet schon seit der Steinzeit besiedelt ist. Der Ort gehört zu den holsteinischen Urdörfern.

## Politik

### Gemeindevertretung
Bei der Kommunalwahl am 14. Mai 2023 wurden insgesamt elf Sitze vergeben. Die Aktive Wählergemeinschaft Beringstedt erhielt sechs Sitze und die CDU erhielt fünf Sitze.

### Wappen
Blasonierung: „In Grün ein silberner aufrecht stehender Findling, darüber ein goldenes Ulmenblatt mit links und rechts je einem goldenen Eichenblatt.“
Der Findling war ursprünglich der Deckstein eines Großsteingrabes. Er wurde umgearbeitet zu einem Denkmal für den ersten deutschen Kaiser des Deutschen Reiches und steht heute in der Dorfmitte (Lage).

## Wirtschaft und Infrastruktur
Die Wirtschaft in der Gemeinde ist stark von der Urproduktion der Landwirtschaft geprägt. In der Gemeinde sind jedoch auch kleine Gewerbebetriebe angesiedelt. Pendler arbeiten vorwiegend in Itzehoe, Neumünster und Rendsburg. In der Gemeinde gibt es einen Kindergarten, ein Freibad, eine Mehrzweckhalle, zwei Spielplätze, einen Tagungsraum sowie einen Sportplatz.
Die Gemeinde hat einen Anschluss an der Bahnstrecke Neumünster–Heide. Der Haltepunkt gleichen Namens wird bedient von der Regionalbahn 63 des Nahverkehrsverbunds Schleswig-Holstein auf der Relation Neumünster–Büsum bedient. Auf der Straße ist der Ort auf den Kreisstraßen 82 sowie 85 zu erreichen.

## Bilder
Liste der Kulturdenkmale in Beringstedt

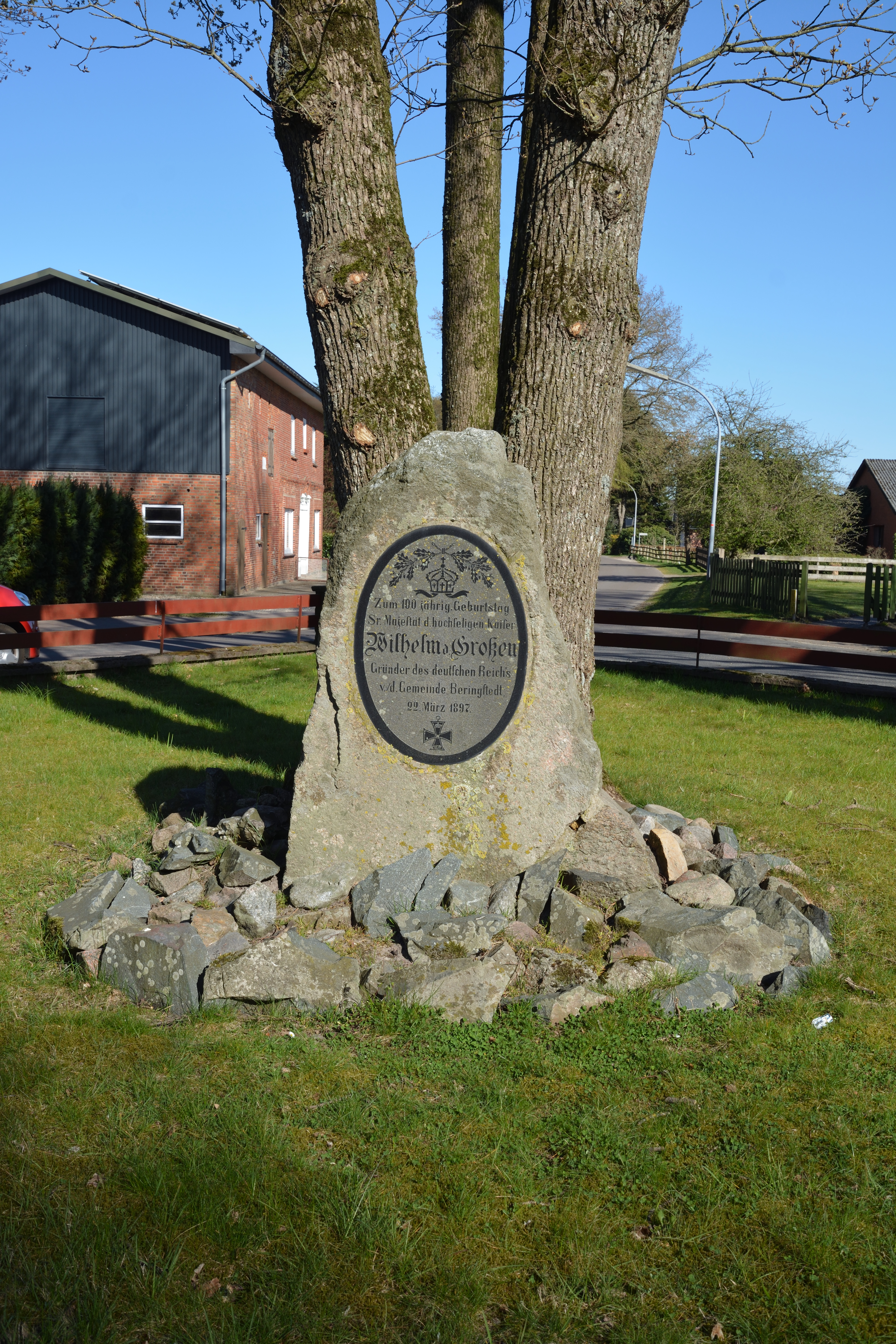
Denkmal für Kaiser Wilhelm
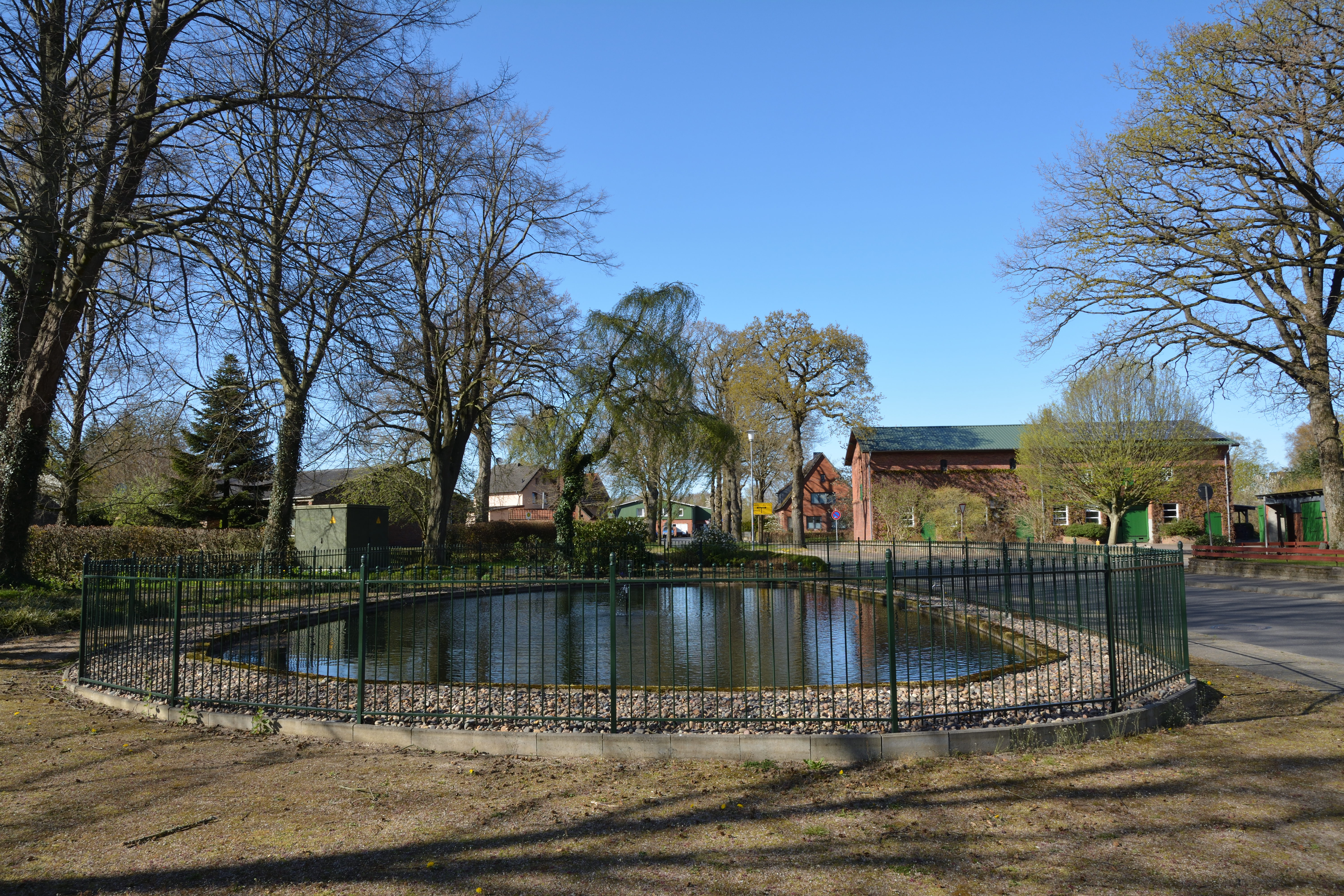
Löschwasserteich am Ehrenmal
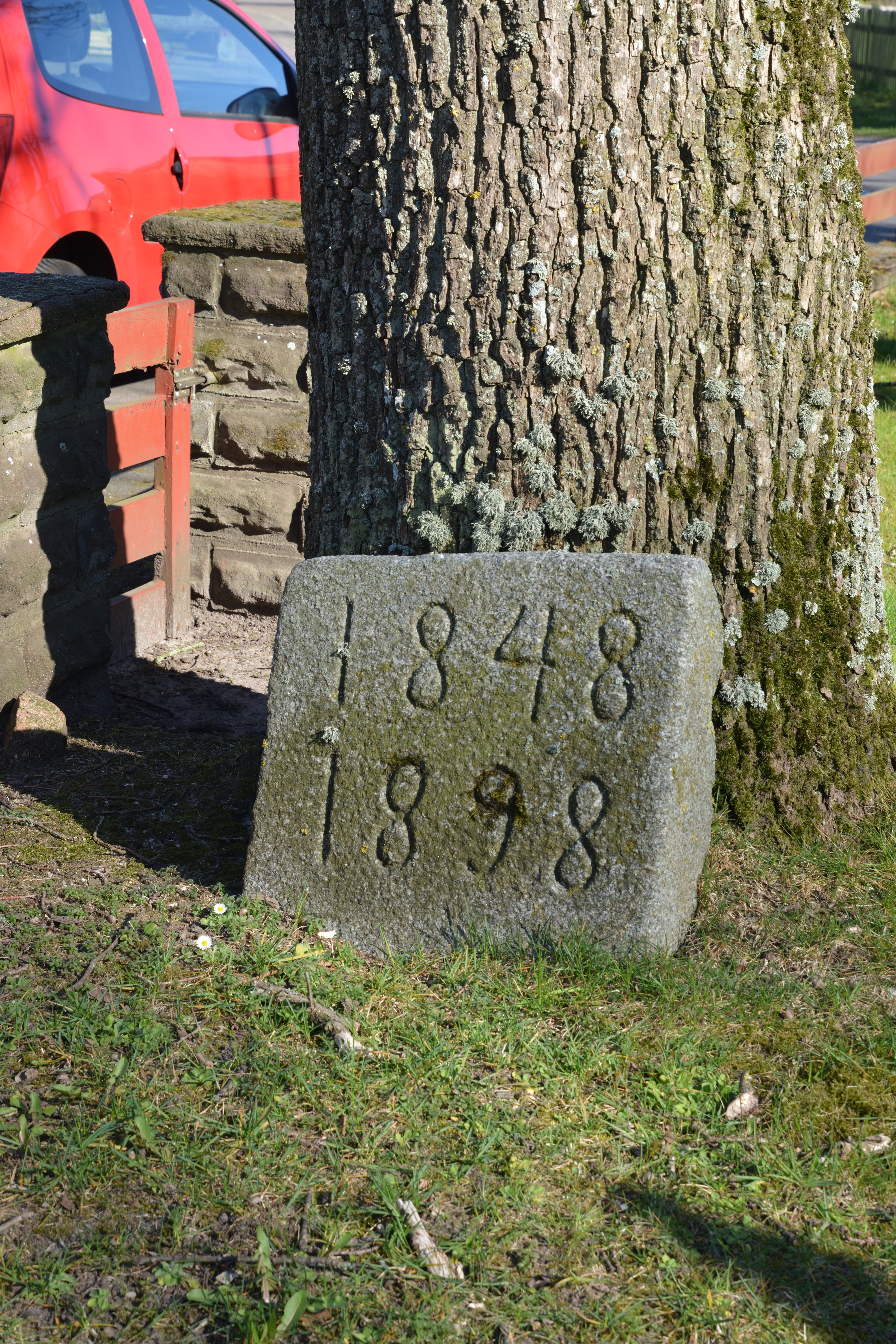
50 Jahre Gedenken an die Schleswig-Holsteinische Erhebung